# 성에꽃
《성에꽃》은 1990년 12월 1일, 문학과지성사에서 발행한 시인 최두석의 세 번째 시집이다.
총 4부로 구성되어 있으며, 여는 시는 〈샘터에서〉이고 닫는 시는 〈무등산〉이다.  이외에 대표작인 〈성에꽃〉 등이 수록되어 있으며, 모두 시 54수가 실려 있다. 